# Nika Vodan
Nika Vodan (rojena Križnar), slovenska smučarska skakalka, * 9. marec 2000, Slovenija.
Nika Vodan je članica kluba SSK Norica Žiri. V sezoni 2020/21 je osvojila srebrno in bronasto medaljo na Svetovnem prvenstvu ter kot prva slovenska smučarka skakalka veliki kristalni globus za zmago v svetovnem pokalu. Osvojila je tudi bronasto medaljo na Zimskih olimpijskih igrah leta 2022 v Pekingu. Z mešano slovensko skakalno ekipo v Pekingu, v kateri so bili tudi Peter Prevc, Timi Zajc in Urša Bogataj je osvojila zlato medaljo.

## Tekmovalna kariera

### Začetki, 2013-16
Mednarodno nastopati je začela pri trinajstih letih, to je bilo v začetku leta 2013, ko je na tekmi alpskega pokala v domačih Žireh 12. januarja nastopila kot najmlajša in dosegla solidno 17. mesto. V naslednjih dveh letih se je preko tekmovanj nižjega ranga razvijala in začela vse bolj opozarjati na svoj talent. Do preboja višje je prišla v sezoni 2015-16, ko je prvič nastopila najprej na tekmah pokala FIS, nato pa vse višje po strukturi skakalnih tekmovanj. Na tekmah celinskega pokala je debitirala v starosti 15 let in 5 mesecev 28. in 29. avgusta 2015 na tekmah v nemškem Oberwiesenthalu, kjer je osvojila 22. in 24. mesto. Nato je prišla prva zmaga, 5. septembra na tekmi alpskega pokala v švicarskem Einsiedelnu. Sledilo je še več odličnih rezultatov in na njihovi podlagi si je prislužila premiero na najvišjem nivoju.

#### Debi med najboljšimi ter prvo mladinsko prvenstvo
V svetovnem pokalu je prvič nastopila 13. februarja 2016 v starosti petnajstih let na domači tekmi v Ljubnem ob Savinji in osvojila štirinajsto mesto. Dan za tem je na istem prizorišču dosegla dvanajsto mesto in potrdila svoj talent. To sta bila njena edina nastopa v sezoni 2015-16, na njima je osvojila 40 točk in to jo je postavilo v skupnem seštevku na končno 36. mesto.
Takoj po uspešnem krstu v svetovnem pokalu je za Niko prišel še prvi nastop na Svetovnem mladinskem prvenstvu, ki je bil za leto 2016 organiziran v romunskem Rasnovu. Tam je najprej na tekmi posameznic zasedla sedmo mesto, nato pa na tekmi mešanih ekip v postavi s Emo Klinec, Borom Pavlovčičem in Domnom Prevcem osvojila prvo mesto in zlato kolajno.
Zatem je v mesecu marcu nastopila na tekmi FIS na češkem v Harrachovu. Tam je na prvi tekmi dne 11. marca zmagala pred vsemi, medtem ko je bila takoj za njo uvrščena Špela Rogelj in skupaj sta dosegli dvojno slovensko zmago. Na drugi tekmi v naslednjem dnevu je pristala na nehvaležnem četrtem mestu, medtem ko je Rogljevi uspelo zmagati. 

### 2016-18:
Na drugi tekmi sezone 2016-17, 3. decembra v norveškem Lillehammerju, je z 25. mestom tretjič, in prvič na tujem, prišla do točk svetovnega pokala.

#### Mladinsko SP 2017: bron, srebro in zlato
Februarja 2017 se je v starosti 16 let in 11 mesecev udeležila tekem za Mladinsko Svetovno mladinsko prvenstvo v ameriškem Park Cityju in si tam priskakala tri medalje. Najprej je 1. februarja na tekmi posameznic bila tretja in osvojila bronasto medaljo. Zatem je 3. februarja nastopila na moštveni preizkušnji v postavi Jerneja Brecl, Katra Komar, Nika in Ema Klinec ter se veselila drugega mesta in srebrne medalje. Za konec pa je na tekmi mešanih ekip prišla še do zlate medalje, potem ko je slovenska ekipa zmagala v postavi Nika, Ema Klinec, Tilen Bartol in Žiga Jelar.Tako je Nika na treh tekmah enega prvenstva osvojila tri različne medalje.  

#### Mladinsko SP 2018: dvakratna zlata prvakinja
Februarja 2018 je še ne 18 letna v švicarskem Kandterstegu nastopila na mladinskem svetovnem prvenstvu. Tam je 2. februarja na posamični tekmi postala prvakinja pred drugouvrščeno Emo Klinec. To je bila zanjo peta medalja na mladinskih tekmah, a prva zlata med posameznicami. Obenem je to prvi naslov prvakinje za kako Slovenko. Za povrhu je naslednji dan osvojila še eno zlato medaljo. To je bilo na moštveni preizkušnji kjer je slovenska ženska mladinska ekipa v postavi Jerneja Brecl, Nika, Katra Komar in Ema Klinec, slavila naslov ekipnih svetovnih prvakinj.
Svetovni pokal (uvrstitve na stopničke) - posamezno
4. marca 2018 je na tekmi v romunskem Rasnovu uspela prvič stopiti na stopničke, ko je zasedla tretje mesto.
24. marca 2019 je v ruskem Chaikovsky končala na 3. mestu.
23. februarja 2020 je na domači tekmi v Ljubnem dosegla 3. mesto. 
Sezono svetovnega pokala 2020/21 je 18. decembra 2020 začela z odličnim 2. mestom v avstrijskem Ramsau. Avstrijski Hinzenbach je v treh dnevih gostil kar tri posamezne tekme. 5. februarja prvič v karieri doseže zmago. Na obeh naslednjih tekmah pa se povzpne na 2. mesto. V Rasnovu (Romunija) 18. 2. doseže svojo drugo zmago in prevzame rumeno majico vodilne v svetovnem pokalu. Naslednji dan je zopet na stopničkah (3. mesto). V skupnem seštevku svetovnega pokala je še vedno na prvem mestu. 28. marca je v Čajkovskem osvojila tretje mesto in prejela veliki Kristalni globus.
Svetovni pokal (uvrstitve na stopničke) - ekipno
20. januarja 2018 je v družbi Eme Klinec, Urše Bogataj in Špele Rogelj dosegla 2. mesto na japonskem (Zao).
9. februarja 2019 se je na domači tekmi v Ljubnem skupaj z Jernejo Brecl, Špelo Rogelj in Uršo Bogataj veselila novega 2. mesta.
22. februarja 2020 se zopet na domači tekmi v Ljubnem veseli novega 2. mesta v družbi Špele Rogelj, Eme Klinec in Katre Komar.
23. januarja 2021 se skupaj z Emo Klinec, Špelo Rogelj in Uršo Bogataj veseli prve zmage slovenske ženske reprezentance na ekipni tekmi svetovnega pokala na domači tekmi v Ljubnem.

## Dosežki v svetovnem pokalu

### Uvrstitve po sezonah
| Sezona  | Uvrstitev | Točke |
| ------- | --------- | ----- |
| 2015-16 | 36.       | 40    |
| 2016-17 | 33.       | 74    |
| 2017-18 | 10.       | 383   |
| 2018-19 | 5.        | 826   |
| 2019-20 | 7.        | 497   |
| 2020-21 | 1         | 871   |
| 2021-22 | 2         | 1191  |

### Uvrstitve na stopničke po sezonah
| Sezona  | 1 | 2  | 3 | Skupaj |
| 2015-16 | - | -  | - | -      |
| 2016-17 | - | -  | - | -      |
| 2017-18 | - | -  | 1 | 1      |
| 2018-19 | - | -  | 1 | 1      |
| 2019-20 | - | -  | 1 | 1      |
| 2020-21 | 2 | 4  | 4 | 10     |
| 2021-22 | 3 | 6  | - | 9      |
| Skupaj  | 5 | 10 | 7 | 22     |